# Großer Ödstein
Großer Ödstein – szczyt w Alpach Ennstalskich, części Północnych Alp Wapiennych. Leży w Austrii, w kraju związkowym Styria. Szczyt można zdobyć ze schroniska Hesshütte.